# Nicolò di Nale
Nicolò di Nale (in croato Nikola Nalješković; Ragusa di Dalmazia, 1500 – 1585) è stato un poeta e matematico dalmata, cittadino della Repubblica di Venezia.
Fra le sue opere il Dialogo sopra la sfera del mondo, pubblicato a Venezia nel 1579.